# شهرستان هالدیماند
شهرستان هالدیماند (به انگلیسی: Haldimand County) یک منطقهٔ مسکونی در کانادا است که در انتاریو واقع شده‌است.

## خصوصیات
شهرستان هالدیماند ۴۴٬۸۷۶ نفر جمعیت دارد.